# Benais
|  | Per a altres significats, vegeu «Benais (Indre i Loira)». |

Benais (en francès Bénaix) és un municipi francès de la regió d'Occitània, situat al departament de l'Arieja. La comuna està situada a la falda del Pirineu, al sud de L'Avelhanet, al País d'Olmes. Al sud del terme municipal hi circula el riu Lasset, afluent de l'Hers Viu.

## Demografia
L'evolució del nombre d'habitants es coneix gràcies als censos de la població efectuats a la comuna des del 1793. A partir de l'1 de gener de 2009, les poblacions dels municipis es publiquen anualment. A més, per als municipis de menys de 10 000 habitants es realitza un cens cada cinc anys. Per a Montsegur, el primer cens exhaustiu d'aquest sistema es va realitzar el 2007.
El 2015, la comuna tenia 144 habitants, el que significava una disminució del 7,1 % respecte el 2010 (departament de l'Arieja: +0,3 %, França, deixant fora Mayotte: +2,44 %).
| Evolució de la població |      |      |      |      |      |      |      |      |
| 1793                    | 1800 | 1806 | 1821 | 1831 | 1836 | 1841 | 1846 | 1851 |
| 311                     | 400  | 460  | 468  | 565  | 527  | 546  | 514  | 515  |

| 1856 | 1861 | 1866 | 1872 | 1876 | 1881 | 1886 | 1891 | 1896 |
| ---- | ---- | ---- | ---- | ---- | ---- | ---- | ---- | ---- |
| 478  | 474  | 448  | 435  | 438  | 390  | 387  | 365  | 341  |

| 1901 | 1906 | 1911 | 1921 | 1926 | 1931 | 1936 | 1946 | 1954 |
| ---- | ---- | ---- | ---- | ---- | ---- | ---- | ---- | ---- |
| 321  | 312  | 308  | 258  | 224  | 228  | 178  | 178  | 158  |

| 1962 | 1968 | 1975 | 1982 | 1990 | 1999 | 2007 | 2012 | 2014 |
| ---- | ---- | ---- | ---- | ---- | ---- | ---- | ---- | ---- |
| 130  | 130  | 153  | 150  | 178  | 164  | 150  | 156  | 144  |

De 1962 a 1999: població sense comptes dobles; les dates següents: població municipal.
(Font: Ldh/EHESS/ Cassini fins al 1999 després Insee a partir de 2006)

### Unitats de població
Benais compta amb diverses unitats de població escampades pel terme municipal. És el que en francès se'n diu hameau. Les més importants són (es mostren amb grafia francesa): Barberousse, Barjac, Catinai, Jammaut, Lijourdane, Mandraut, Matibot, Mérigou, Morenci, Mouréous, Périès, Perillaut, Rousseaux, Serralonga…

## Història
Gràcies als registres inquisitorials sabem que al «Pas de las Portas», camí del castre de Massabrac, s'hi hauria desenvolupat el 1232 la trobada entre una delegació encapçalada pel bisbe càtar Gilabert de Castres i Ramon de Perella, senyor de Montsegur. Gilabert de Castres l'havia citat per demanar-li que Monsegur esdevingués la seu de l'església dels Bons homes.

## Referències

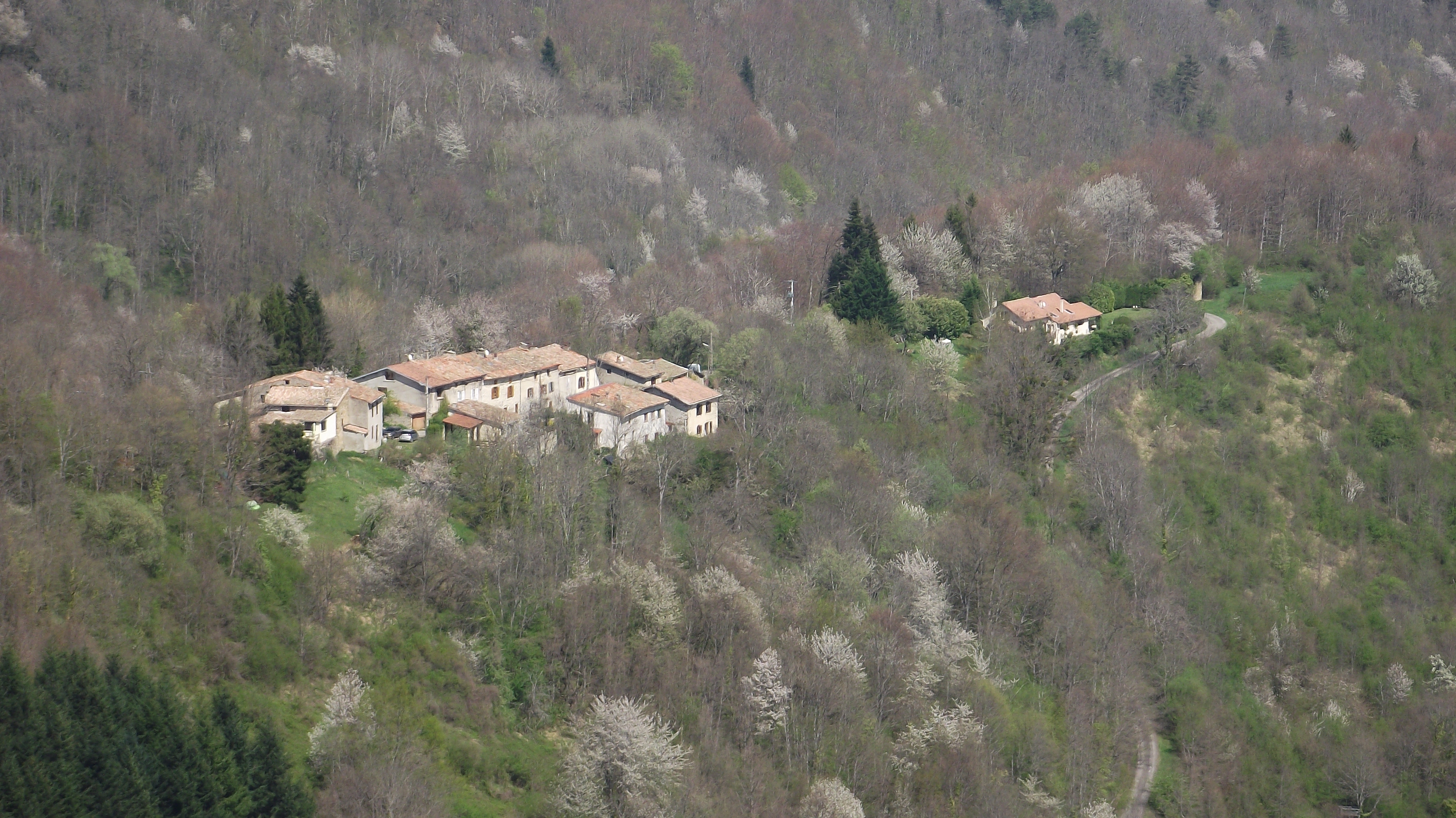
Vista del lloc de Serralonga.